# Wanda-halom
Wanda-halom (lengyelül: Kopiec Wandy) apró domb Krakkó Nowa Huta kerületében, a négy régi krakkói halom egyike. Valószínűleg a VII-VIII. században építették. A legenda szerint Wanda sírja, aki Krak (Krakus) fejedelem lánya volt. Wanda a Visztulába vetette magát, hogy elkerülje a Rytygier (Rytogar) német királlyal való kényszerházasságot és megmentse Krakkó városát. A halmon Jan Matejko lengyel festő tervei alapján emlékművet emeltek. Az emlékmű vörös márványból készült talapzatán a „Wanda” felirat, valamint egymást keresztezve egy guzsaly és egy kard látható, tetején pedig koronás fehér sas, Lengyelország címere. 2016 és 2017 fordulóján földradarral (GPR) vizsgálatokat végeztek, hogy megállapítsák, mit rejt a halom belseje.

## Története
A halom a Krakkóval egybeolvadt egykori Mogiła falu területén áll, mely 1949 óta Nowa Huta kerülethez tartozik. Mogiłát 1222-ben említi először írásos emlék. A XV. század második felében Jan Długosz krónikás a halomról Wanda sírjaként írt. 1584-ben született az első leírás magáról a dombról. A 19. század első felében ciszterciek kapták birtokba, majd 1860-ban az osztrákok erődítményt építettek, melynek része lett a krakkói várral és különféle földsáncokkal együtt. 1888 és 1890 között a földsáncokat téglából és kőből készült fallal váltották fel.
1890-ben Kornel Kozerski saját költségén felújíttatta a halmot, ekkor került a Jan Matejko tervezte emlékmű a tetejére. Ebben az időben, valószínűleg összefüggésben a felújítási munkálatokkal, elsőként és eddig egyetlenként Teodor Kułakowski politikus, a Krakkó Története és Műemlékei Baráti Társaság (Towarzystwo Miłośników Historii i Zabytków Krakowa) társalapítója kutatásokat végzett, hogy mi található a föld alatt, a halom belsejében. Az elvégzett munka nem volt szigorú értelemben vett régészeti feltárás.
Az erődítményt 1968-1970 folyamán lebontották, kisebb falmaradványok azonban megmaradtak belőle. 2016-ban a halmot földradaros vizsgálatnak vetették alá.

## Leírás
A halom magassága 14 méter. Alapjánál 45-50, a tetejénél 9,5 méter az átmérője. Térfogata hozzávetőlegesen 9000 m³.
A halmon álló megfigyelőnek november 4. és február 6. között a felkelő nap a Krakus-halom felett jelenik meg. Május 2. és augusztus 10. között viszont a Krakus-halmon álló láthatja úgy, hogy a Nap a Wanda-halom fölött emelkedik magasra. Az időpontok nagyjából egybeesnek régi szláv ünnepekkel, a kereszténység előtti Dziady (Ősök) őszi és tavaszi ünneppel, valamint a Gromnica (február 2.) és a Perun vagy Perkunosz isten (július 20.) ünnepével.
A halom közelében fut a krakkói Ujastek Mogilski utca.
Hagyományosan Krakkó négy halmáról szokás beszélni, melyeket Krak, Wanda, Kosciuskó Tádé (Tadeusz Kościuszko) és Józef Piłsudski tiszteletére emeltek. Azonban 1997-ben II. János Pál tiszteletére is készült ilyen emlékmű, így ötre emelkedett a számuk.

## Galéria

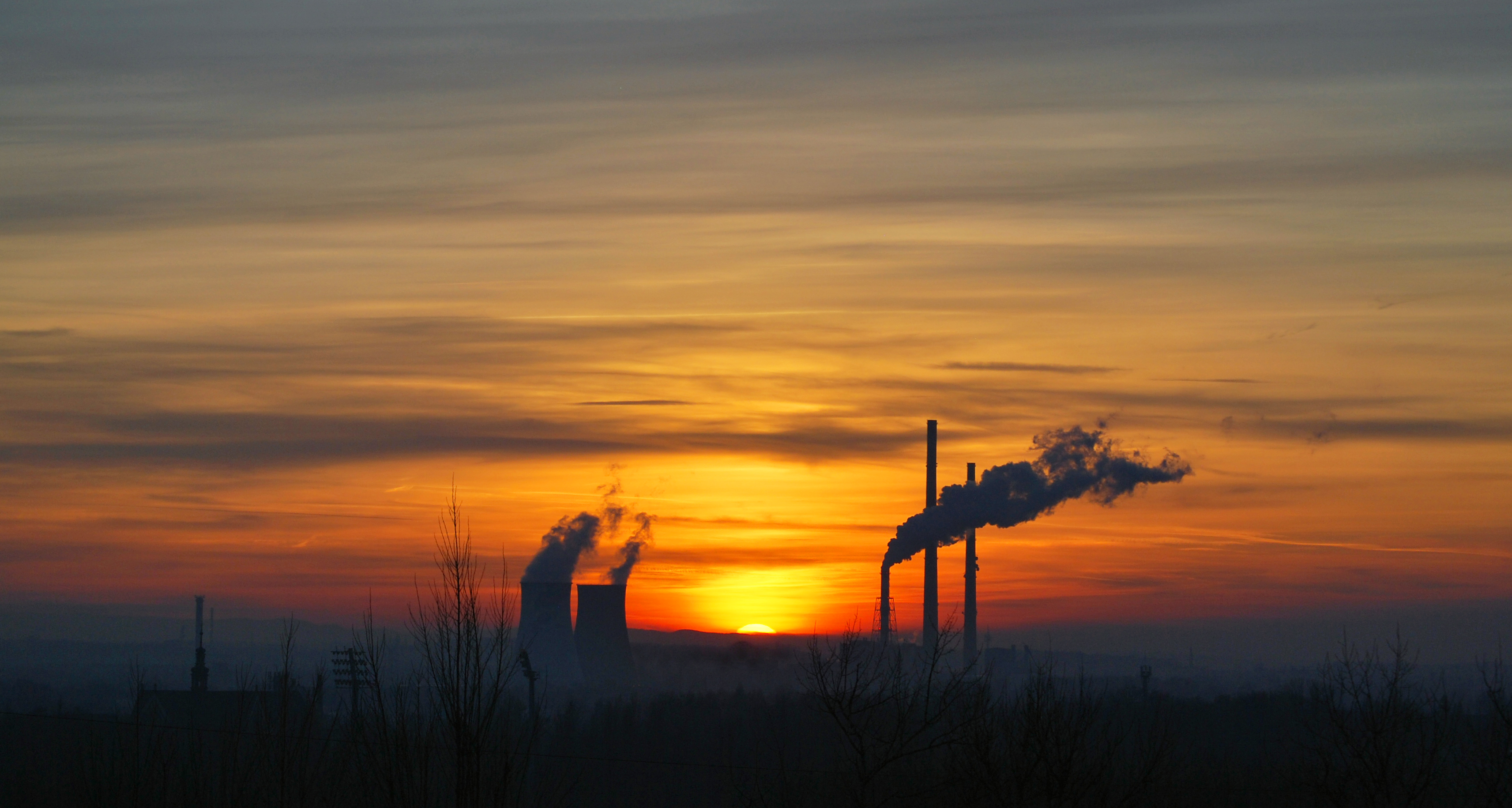
Napnyugta február 6-án a Wanda-halmon. A háttérben Nowa Huta („új kohó”) kéményei
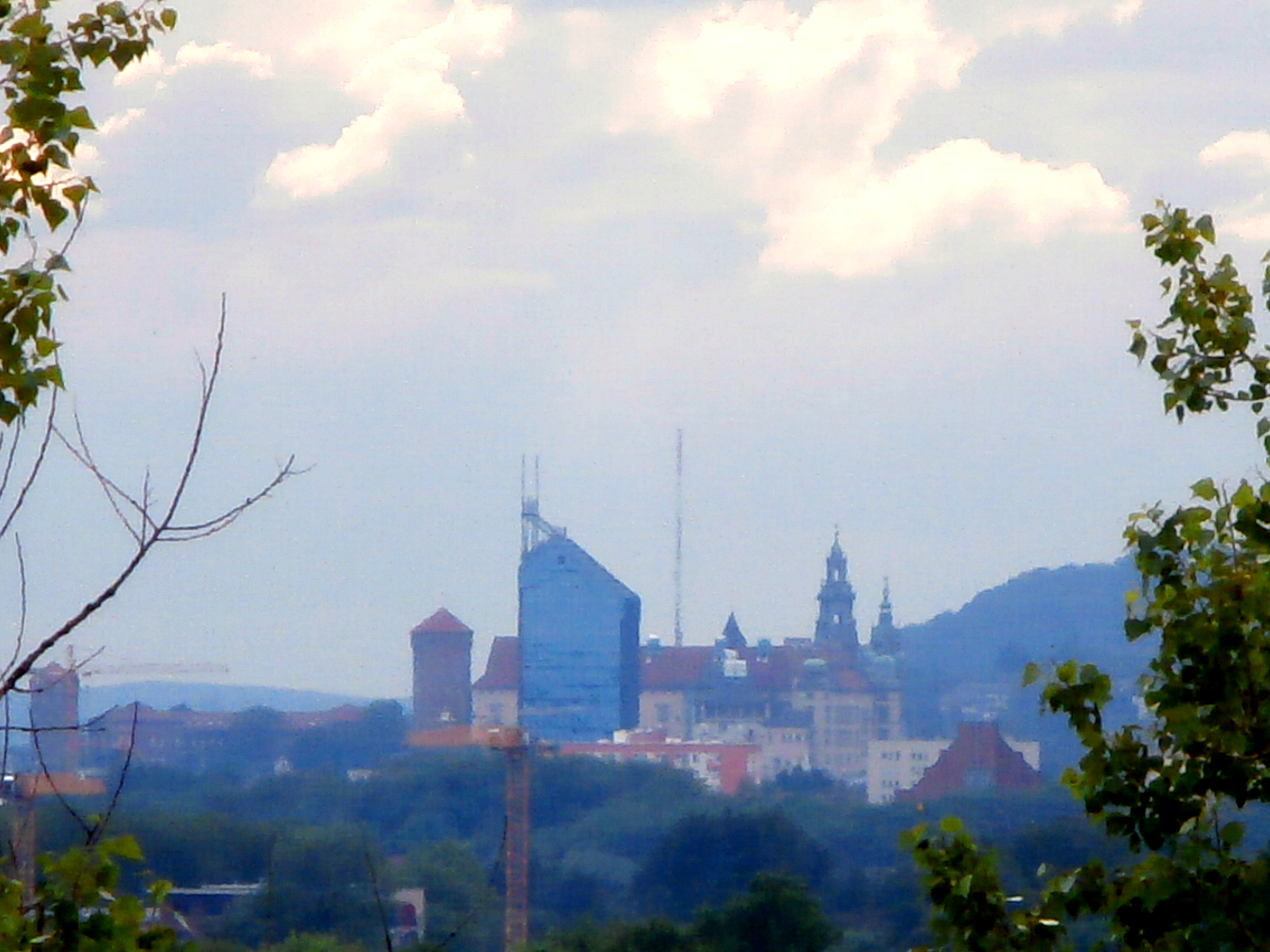
Kilátás a Királyi palota (Wawel) felé
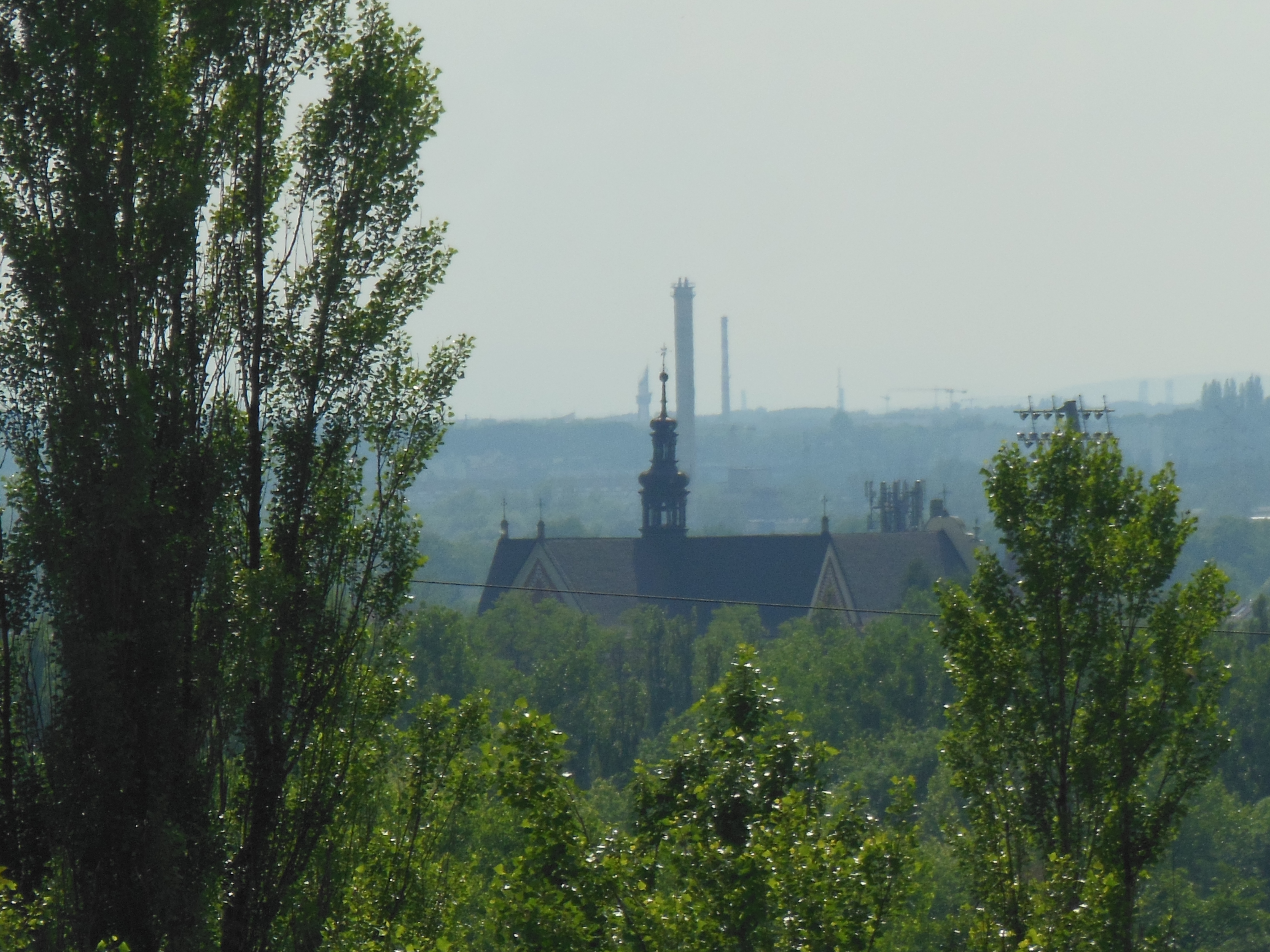
Látkép a Ciszterci Apátsággal
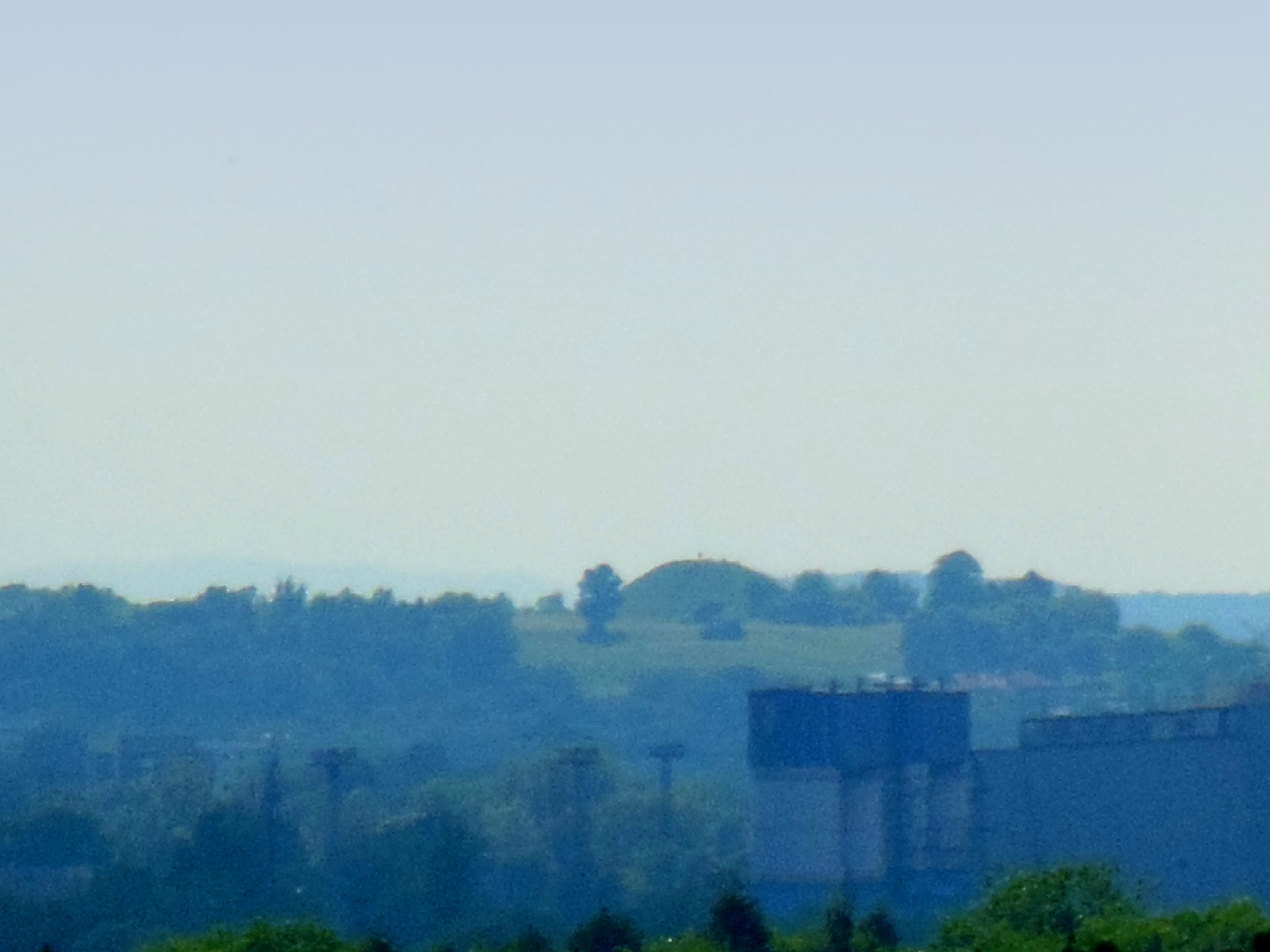
Kilátás a Krakus-halomra
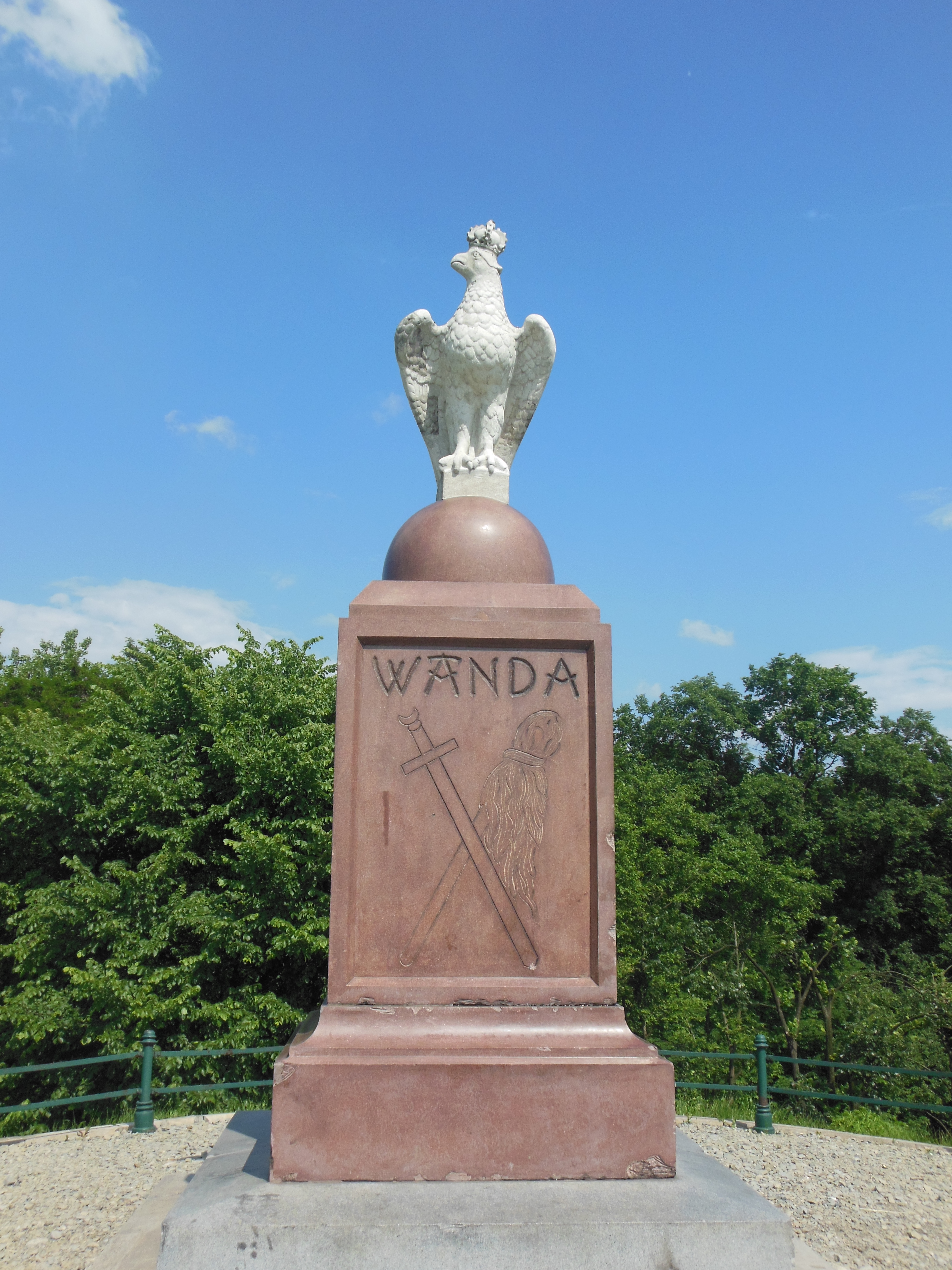
A Jan Matejko tervezte emlékmű
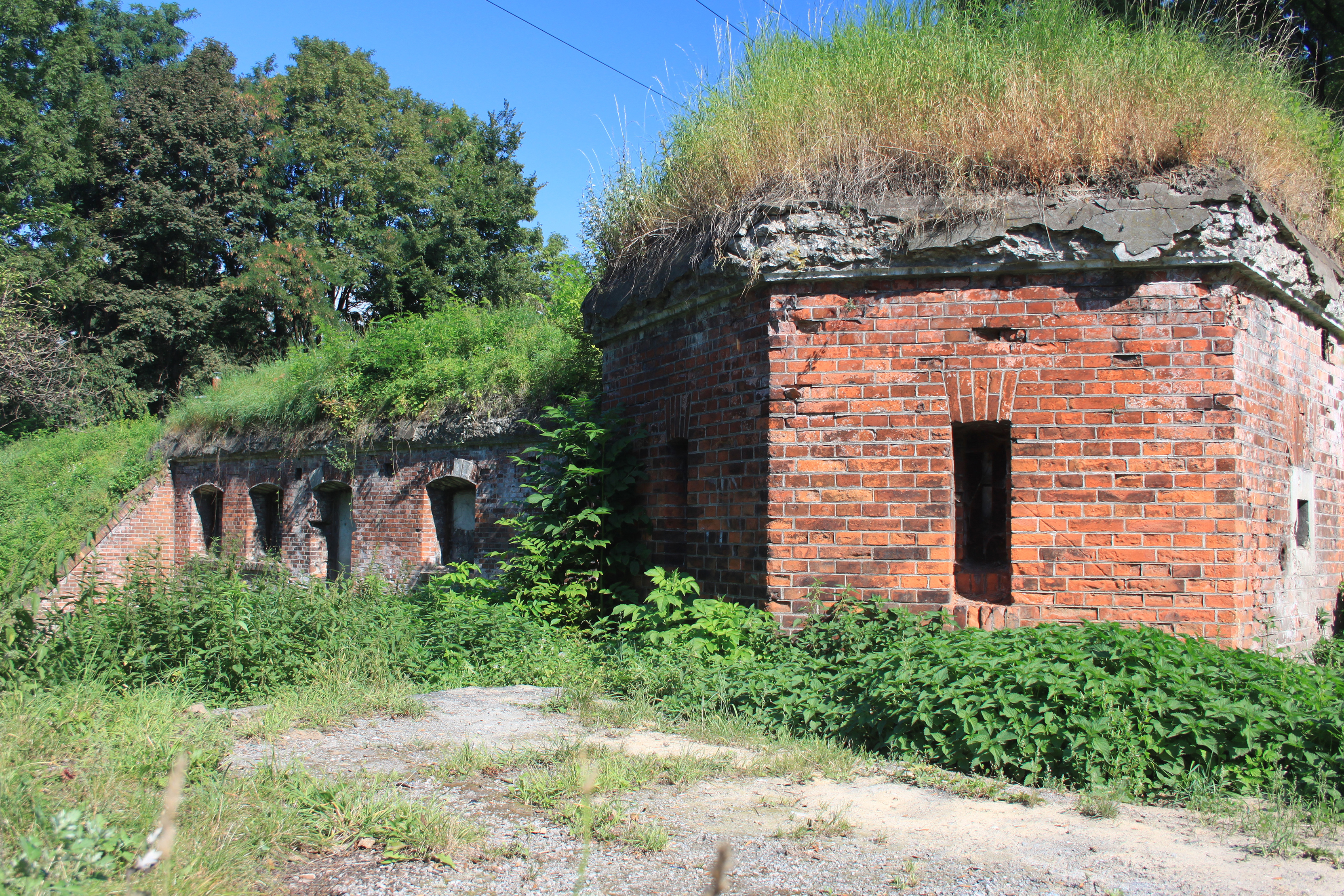
A mogiłai erődítmény maradványai

## Fordítás
- Ez a szócikk részben vagy egészben a Kopiec Wandy című lengyel Wikipédia-szócikk ezen változatának fordításán alapul.  Az eredeti cikk szerkesztőit annak laptörténete sorolja fel. Ez a jelzés csupán a megfogalmazás eredetét és a szerzői jogokat jelzi, nem szolgál a cikkben szereplő információk forrásmegjelöléseként.